# تيميسكيمينج شورز (أونتاريو)
تيميسكيمينج شورز، أونتاريو (بالإنجليزية: Temiskaming Shores)‏ هي مدينة كندية تقع في مقاطعة أونتاريو. تبلغ مساحة هذه المدينة 176.9964 (كم²)، ويبلغ عدد سكانها 10732 نسمة حسب إحصاء سنة 2006 م، بينما كان يسكنها 10630 نسمة في سنة 2001 م. تحتل هذه المدينة المرتبة رقم 353 بين مدن كندا حسب عدد السكان والمرتبة رقم 134 في المقاطعة. نما عدد السكان في هذه المدينة بنسبة (1) بين العامين المذكورين.

## معرض صور

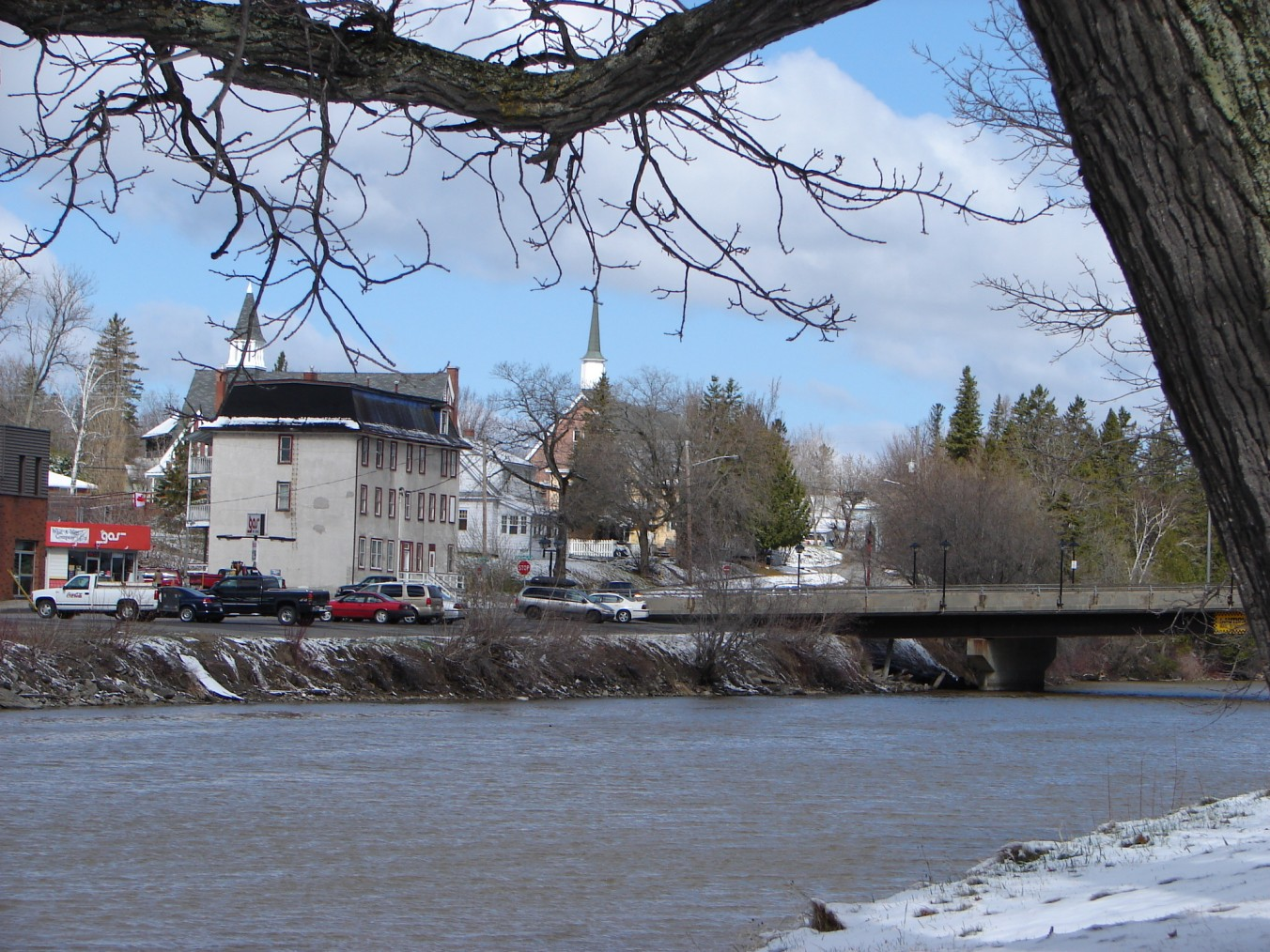
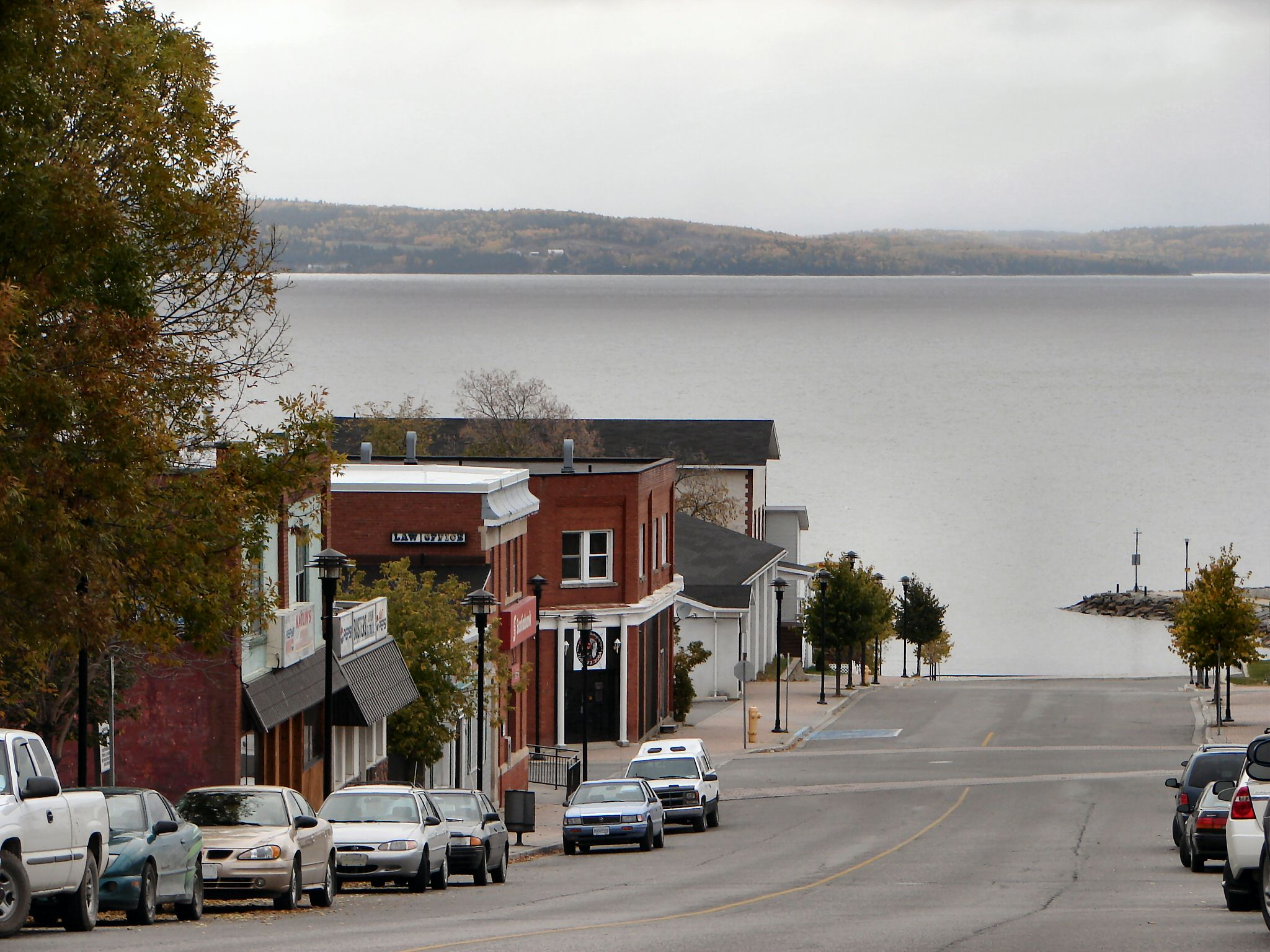
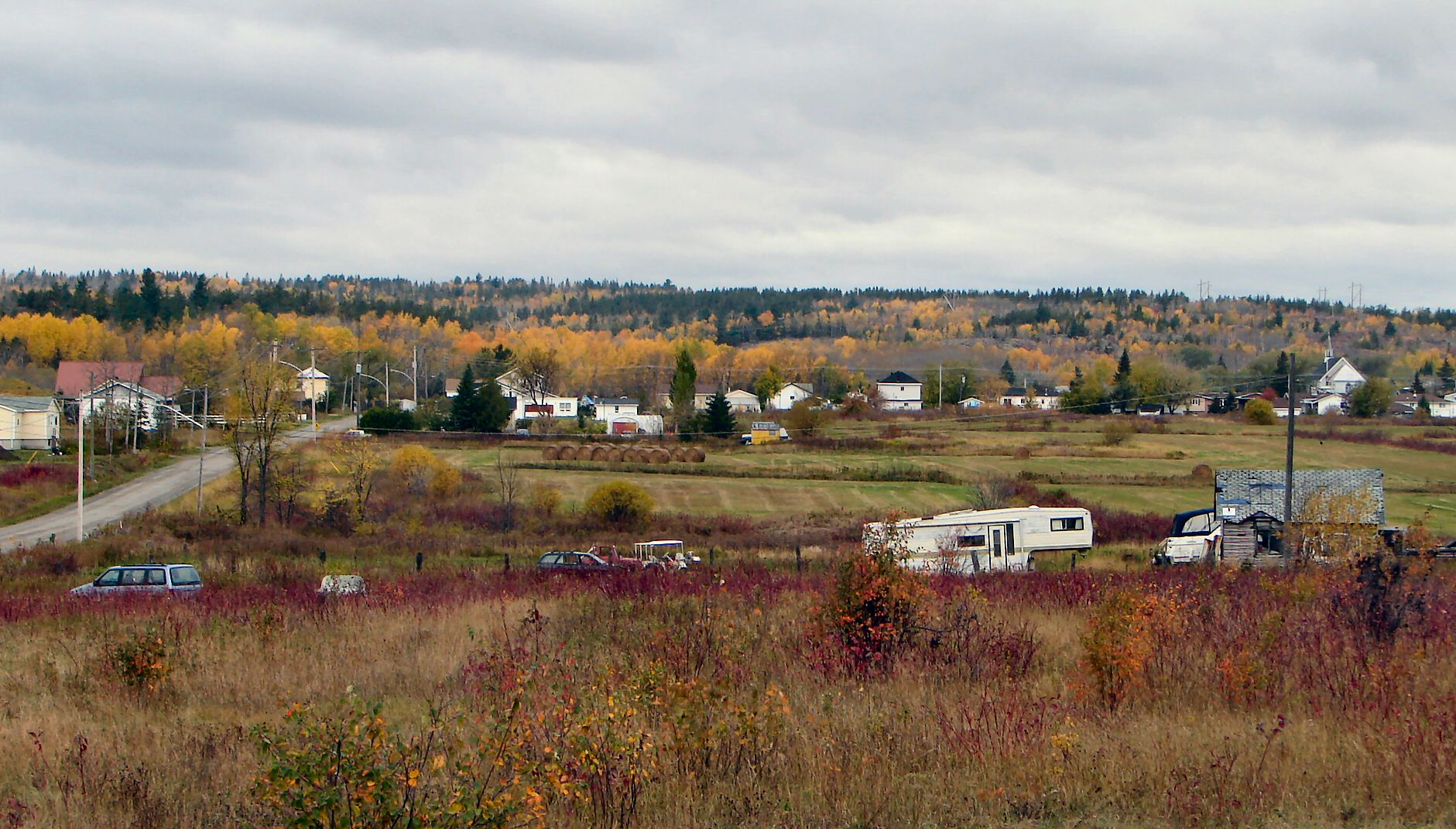

## أعلام
- روي دوبوي
- ريتشارد تايلور
- بيلي والش
- ليو لابيني
- رود ويلارد

## وصلات خارجية
- الأطلس الحكومي لكندا
- إحصاءات كندا مع ساعة تعداد السكان